# Borrasca
Borrasca è una serie podcast scritta e creata da Rebecca Klingel (alias CK Walker) e pubblicata dal 25 maggio 2020. È prodotta dalla casa di produzione QCODE, insieme ai produttori Cole Sprouse (protagonista del podcast), Rob Herting, Dave Henning, Brian Kavanaugh-Jones, Fred Berger e Tess Ryan.

## Trama
Il podcast segue la vita di Sam Walker, che con i suoi genitori e sua sorella si trasferisce nella pittoresca cittadina in montagna di Drisking, nel Missouri. Diventa subito chiaro che potrebbe esserci di più nella città di quello che si può vedere in superficie. Quando sua sorella scompare improvvisamente, Sam diventa ossessionato dalle tradizioni locali, le rime giovanili e le leggende assumono un significato completamente nuovo - e oscuro - mentre sempre più adolescenti continuano a scomparire.

## Episodi
| Stagione       | Episodi | Pubblicazione originale | Pubblicazione Italia |
| -------------- | ------- | ----------------------- | -------------------- |
| Prima stagione | 9       | 2020                    | inedita              |

## Personaggi e interpreti
- Sam Walker, interpretato da Cole Sprouse.
- Leah Dixon, interpretata da Lisa Edelstein.
- Whitney Walker, interpretata da Peyton Kennedy.
- Lisbeth Walker, interpretata da Jama Williamson.
- Graham Walker, interpretato da Mark Derwin.
- Young Sam Walker, interpretato da Charlie Shotwell.
- Ken Landy, interpretato da Dan Blank.
- Anne Landy, interpretata da Carmen Tonarelli.
- Young Kyle Landy, interpretato da Zackary Arthur.
- Young Kimber Destaro, interpretato da Lulu Wilson.
- Megan Destaro, interpretata da Carolyn P. Riggs.
- Peter Destaro, interpretato da Roger Howarth.
- Christa Portnick, interpretata da Caroline Newton.
- Young Parker Landy, interpretato da Aidan McGraw.
- Young Phil Saunders, interpretato da Christian Isaiah.
- Young Mike Sutton, interpretato da Rhys Alterman.
- Erik Tucker, interpretato da Beau Knapp.
- Sheriff Killian Clery, interpretato da Richard Burgi.
- Mr. Diamond, interpretato da James Wellington.
- Phoebe Dranger, interpretato da Jules Giselle.
- Paige Berry, interpretata da Ella Anderson.
- Young Kristy Nanbelt, interpretato da Hynden Walch.
- Kaiden Whitiger, interpretato da Jack McGraw.
- Mrs. Tverdy, interpretata da Louise Lombard.
- Kathryn Scanlon, interpretata da Rebecca Field.
- Jimmy Prescott, interpretato da Sean Maguire.
- Grace Clary, interpretata da Debbe Hirata.
- Meera Daley, interpretata da Cara Santana.
- Kyle Landy, interpretato da Daniel Webber.
- Kimber Destaro, interpretata da Sarah Yarkin.
- Phil Saunders, interpretato da Michael Deery.
- Mike Sutton, interpretato da Aramis Knight.
- Emmaline Bonham, interpretata da Seychelle Gabriel.
- Owen Daley, interpretato da Sam Jaeger.
- Wyatt Litzick, interpretata da Violet McGraw.
- Amanda Litzick, interpretata da Kristen Tepper.
- Parker Landy, interpretato da Mace Coronel.
- Kristy Nanbelt, interpretata da Julia Henning.
- Kevin Vanderveld, interpretato da Dylan Bruno.
- Addetta alla reception, interpretata da Staysha Holcombe.
- Agente Pastor Jameson, interpretato da Carlo Rota.
- Ufficiale Ramirez, interpretato da Nick Sagar.
- Deputy, interpretato da Gary Galone.
- Donna, interpretata da Mara Shuster-Lefkowitz.
- Nurse, interpretata da Sheila Carrasco.

## Produzione
Il podcast è basato su un'idea originale di Rebecca Klingel (alias CK Walker). È prodotta dalla casa di produzione QCODE, insieme ai produttori Cole Sprouse (protagonista del podcast), Rob Herting, Dave Henning, Brian Kavanaugh-Jones, Fred Berger e Tess Ryan.
Il 31 marzo 2022 la casa di produzione ha annunciato che il podcast è stato rinnovato per una seconda stagione e che sarebbe stata pubblicata nello stesso anno.

## Riconoscimenti
Webby Award
- 2021: Premio come Podcast: Sceneggiato per Borrasca[10]